# Episodi di Route 66 (terza stagione)
La terza stagione della serie televisiva Route 66 è stata trasmessa in anteprima negli Stati Uniti d'America dalla CBS tra il 21 settembre 1962 e il 31 maggio 1963.
| nº | Titolo originale                                       | Titolo italiano | Prima TV USA      | Prima TV Italia |
| -- | ------------------------------------------------------ | --------------- | ----------------- | --------------- |
| 1  | One Tiger to a Hill                                    |                 | 21 settembre 1962 |                 |
| 2  | Journey to Nineveh                                     |                 | 28 settembre 1962 |                 |
| 3  | Man Out of Time                                        |                 | 5 ottobre 1962    |                 |
| 4  | Ever Ride the Waves in Oklahoma?                       |                 | 12 ottobre 1962   |                 |
| 5  | Voice at the End of the Line                           |                 | 19 ottobre 1962   |                 |
| 6  | Lizard's Leg and Owlet's Wing                          |                 | 26 ottobre 1962   |                 |
| 7  | Across Walnuts and Wine                                |                 | 2 novembre 1962   |                 |
| 8  | Welcome to the Wedding                                 |                 | 8 novembre 1962   |                 |
| 9  | Every Father's Daughter                                |                 | 16 novembre 1962  |                 |
| 10 | Poor Little Kangaroo Rat                               |                 | 23 novembre 1962  |                 |
| 11 | Hey, Moth, Come Eat the Flame                          |                 | 30 novembre 1962  |                 |
| 12 | Only by Cunning Glimpses                               |                 | 7 dicembre 1962   |                 |
| 13 | Where Is Chick Lorimer, Where Has She Gone?            |                 | 14 dicembre 1962  |                 |
| 14 | Give the Old Cat a Tender Mouse                        |                 | 21 dicembre 1962  |                 |
| 15 | A Bunch of Lonely Pagliaccis                           |                 | 4 gennaio 1963    |                 |
| 16 | You Can't Pick Cotton in Tahiti                        |                 | 11 gennaio 1963   |                 |
| 17 | A Gift for a Warrior                                   |                 | 18 gennaio 1963   |                 |
| 18 | Suppose I Said I Was the Queen of Spain                |                 | 8 febbraio 1963   |                 |
| 19 | Somehow It Gets to Be Tomorrow                         |                 | 15 febbraio 1963  |                 |
| 20 | ...Shall Forfeit His Dog and Ten Shillings to the King |                 | 22 febbraio 1963  |                 |
| 21 | In the Closing of a Trunk                              |                 | 8 marzo 1963      |                 |
| 22 | The Cage Around Maria                                  |                 | 15 marzo 1963     |                 |
| 23 | Fifty Miles from Home                                  |                 | 22 marzo 1963     |                 |
| 24 | Narcissus on an Old Red Fire Engine                    |                 | 29 marzo 1963     |                 |
| 25 | The Cruelest Sea of All                                |                 | 5 aprile 1963     |                 |
| 26 | Peace, Pity, Pardon                                    |                 | 12 aprile 1963    |                 |
| 27 | What a Shining Young Man Was Our Gallant Lieutenant    |                 | 26 aprile 1963    |                 |
| 28 | But What Do You Do in March?                           |                 | 3 maggio 1963     |                 |
| 29 | Who Will Cheer My Bonnie Bride                         |                 | 10 maggio 1963    |                 |
| 30 | Shadows of an Afternoon                                |                 | 17 maggio 1963    |                 |
| 31 | Soda Pop and Paper Flags                               |                 | 31 maggio 1963    |                 |